# Gideon (Missouri)
Gideon és una població dels Estats Units a l'estat de Missouri. Segons el cens del 2006 tenia 1.002 habitants.

## Demografia
Segons el cens del 2000, Gideon tenia 1.113 habitants, 430 habitatges, i 288 famílies. La densitat de població era de 238,7 habitants per km².
Dels 430 habitatges en un 35,6% hi vivien nens de menys de 18 anys, en un 50,9% hi vivien parelles casades, en un 12,6% dones solteres, i en un 32,8% no eren unitats familiars. En el 29,8% dels habitatges hi vivien persones soles el 17,7% de les quals corresponia a persones de 65 anys o més que vivien soles. El nombre mitjà de persones vivint en cada habitatge era de 2,44 i el nombre mitjà de persones que vivien en cada família era de 3,03.
Per edats la població es repartia de la següent manera: un 26,7% tenia menys de 18 anys, un 8,6% entre 18 i 24, un 25,1% entre 25 i 44, un 20% de 45 a 60 i un 19,6% 65 anys o més.
L'edat mediana era de 38 anys. Per cada 100 dones de 18 o més anys hi havia 81,3 homes.
La renda mediana per habitatge era de 22.208 $ i la renda mediana per família de 31.094 $. Els homes tenien una renda mediana de 26.406 $ mentre que les dones 19.821 $. La renda per capita de la població era de 13.556 $. Entorn del 21,5% de les famílies i el 25,5% de la població estaven per davall del llindar de pobresa.

## Poblacions més properes
El següent diagrama mostra les poblacions més properes.